# 聖菲德安蒂奧基亞
聖菲德安蒂奧基亞（西班牙語：Santa Fe de Antioquia）是哥倫比亞的城鎮，位於該國北部，由安蒂奧基亞省負責管轄，距離首府麥德林88公里，始建於1541年，面積499平方公里，海拔高度500米，2002年人口22,764，人口密度每平方公里46人。

## 友好城市
- 哥伦比亚聖克魯斯德蒙波斯
- 西班牙加的斯
- 西班牙特魯希略

## 外部連結
https://web.archive.org/web/20100417140036/http://www.medellintraveler.com/Cinema.html
- City of Santa Fe de Antioquia official government website
- Gallería de Imágenes （页面存档备份，存于）